# 3 Orfatis
Die 3 Orfatis waren ein Akrobaten-Trio aus Pforzheim. Sie bestanden aus Arthur Pfrommer, Reinhold Saalmüller und Kurt Wolf.

## Werdegang
Ihre ersten Erfahrungen machten sie im Straßentheater. 1930 nahm der berühmte Zirkus Renz die drei für eine Saison unter dem Künstlernamen 3 Orfatis in sein Programm auf. Ihre Spezialität war die Äquilibristik (Parterre-Akrobatik). Auftritte folgten unter anderem in der Manege eines Circus Althoff. Die Karriere wurde dadurch etwas erleichtert, dass das Varieté eine damals zeitgemäße und beliebte Unterhaltungsform war.
Einen ihrer größten Erfolge erlebten sie noch vor dem Zweiten Weltkrieg in der Berliner Scala, wo sie 1937 zusammen mit den berühmten Comedian Harmonists aufgetreten sind.
Zwei Jahre mussten sie als Soldaten nach Norwegen, wo sie allerdings bald wieder als Akrobaten im Fronttheater tätig waren.
1949 gastierten sie eine Saison lang im Circus Franz Althoff. 1950 hatten sie das erste Engagement in England. In der Saison 1954/55 gewannen sie im Tower Circus in Blackpool die Goldmedaille der internationalen Artistenparade.
In den 50er Jahren folgten Fernsehauftritte: „Gelernt ist gelernt“, „Ohne Netz und doppelten Boden“, später Gastauftritte im „Blauen Bock“ und „Berliner Bilderbogen“. Auch im italienischen Fernsehen waren die Orfatis oft vertreten.
1975 zogen sich die Orfatis vom aktiven Bühnenleben zurück.